# Owen Sound
Owen Sound (44°34′N, 80°56′O) é uma cidade do Canadá, localizada na parte oeste da província de Ontário. É a sede do Condado de Grey. Sua área é de 23,51 km², e sua população é de 21 431 habitantes (do censo nacional de 2001).